# Sionom Hudon Toruan
Sionom Hudon Toruan is een bestuurslaag in het regentschap Humbang Hasundutan van de provincie Noord-Sumatra, Indonesië. Sionom Hudon Toruan telt 779 inwoners (volkstelling 2010).